# Phyllomya volvulus
Phyllomya volvulus är en tvåvingeart som först beskrevs av Fabricius 1794.  Phyllomya volvulus ingår i släktet Phyllomya och familjen parasitflugor. Arten är reproducerande i Sverige. Inga underarter finns listade i Catalogue of Life.